# Bernadette Schild
Bernadette Schild (Zell am See, 2 gennaio 1990) è un'ex sciatrice alpina austriaca specialista dello slalom speciale.
È sorella di Josef e Marlies, a loro volta sciatori alpini di alto livello.

## Biografia

### Stagioni 2005-2008
Nata a Zell am See e originaria di Saalfelden, dopo le prime gare FIS del 2005 Bernadette Schild ha conquistato i primi successi internazionali al Festival olimpico della gioventù europea del 2007: in  quell'occasione si è aggiudicata infatti due medaglie, l'argento nello slalom gigante e il bronzo nello slalom speciale.
Il 24 novembre successivo ha esordito in Coppa Europa nello slalom gigante di Levi (32º) e ha colto il primo successo di rilievo il 28 febbraio 2008, quando ai Mondiali juniores di Formigal ha vinto la medaglia d'oro nello slalom speciale precedendo al traguardo la svizzera Célina Hangl e la francese Nastasia Noens. Grazie a questo risultato il 14 marzo ha esordito in Coppa del Mondo durante le finali di Bormio in slalom speciale, senza concludere la prova.

### Stagioni 2009-2016
Il 29 dicembre 2008 ha conquistato I primi punti in Coppa del Mondo, quando è arrivata 24ª nello slalom speciale di Semmering, e nel marzo del 2009 ha conquistato un'altra medaglia ai Mondiali juniores disputati a Garmisch-Partenkirchen, l'argento nello slalom speciale vinto dalla svizzera Denise Feierabend. Nella stagione 2009-2010 in Coppa Europa, dopo aver ottenuto fra l'altro il primo podio (il 20 novembre a Funäsdalen in slalom speciale, 3ª) e la prima vittoria (il 29 gennaio a Courchevel in slalom gigante), ha vinto la classifica di slalom speciale del circuito continentale, nel quale ha conquistato la sua seconda e ultima vittoria il 14 dicembre 2011 a Zinal in slalom gigante.
Nella stagione 2012-2013 ha esordito ai Campionati mondiali, classificandosi 12ª nello slalom speciale nella rassegna iridata di Schladming, e il 16 marzo alle finali di Lenzerheide ha ottenuto il suo primo podio in Coppa del Mondo, giungendo 2ª nello slalom speciale vinto dalla statunitense Mikaela Shiffrin. Il 13 dicembre 2013 è salita per l'ultima volta sul podio in Coppa Europa, ad Andalo/Paganella in slalom speciale (2ª), e in seguito ha partecipato ai XXII Giochi olimpici invernali di Soči 2014, sua prima presenza olimpica, senza concludere la prova di slalom speciale.

### Stagioni 2017-2021
Ai Mondiali di Sankt Moritz 2017 si è classificata 17ª nello slalom gigante e 10ª nello slalom speciale e ai XXIII Giochi olimpici invernali di Pyeongchang 2018, sua ultima presenza olimpica, si è classificata 24ª nello slalom gigante e 7ª nello slalom speciale; nella stagione seguente ha conquistato l'ultimo podio in Coppa del Mondo, il 17 novembre 2018 a Levi in slalom speciale (3ª), e ha prese per l'ultima volta il via in una rassegna iridata: ai Mondiali di Åre 2019 è stata 9ª nello slalom speciale e non ha completato lo slalom gigante.
Ha annunciato il ritiro al termine della stagione 2020-2021, dopo ripetuti infortuni; la sua ultima gara in Coppa del Mondo è stata lo slalom speciale di Levi del 22 novembre (20ª), mentre la sua ultima gara in carriera è stata lo slalom speciale dei Campionati austriaci 2020, disputato a Sankt Michael im Lungau il 23 dicembre successivo e non completato dalla Schild.

## Palmarès

### Mondiali juniores
- 2 medaglie:
  - 1 oro (slalom speciale a Formigal 2008)
  - 1 argento (slalom speciale a Garmisch-Partenkirchen 2009)

### Coppa del Mondo
- Miglior piazzamento in classifica generale: 14ª nel 2018
- 7 podi:
  - 2 secondi posti
  - 5 terzi posti

### Coppa Europa
- Miglior piazzamento in classifica generale: 5ª nel 2010
- Vincitrice della classifica di slalom speciale nel 2010
- 9 podi:
  - 2 vittorie
  - 4 secondi posti
  - 3 terzi posti

#### Coppa Europa - vittorie
| Data             | Località   | Paese    | Specialità |
| ---------------- | ---------- | -------- | ---------- |
| 29 gennaio 2010  | Courchevel | Francia  | GS         |
| 14 dicembre 2011 | Zinal      | Svizzera | GS         |

Legenda:

GS = slalom gigante

### Australia New Zealand Cup
- Miglior piazzamento in classifica generale: 13ª nel 2017
- 2 podi:
  - 1 vittoria
  - 1 terzo posto

#### Australia New Zealand Cup - vittorie
| Data           | Località     | Paese         | Specialità |
| -------------- | ------------ | ------------- | ---------- |
| 30 agosto 2016 | Coronet Peak | Nuova Zelanda | GS         |

Legenda:

GS = slalom gigante

### Campionati austriaci
- 8 medaglie[4]:
  - 1 oro (slalom speciale nel 2018)
  - 3 argenti (combinata nel 2006; combinata nel 2007; slalom gigante nel 2010)
  - 4 bronzi (slalom speciale nel 2006; slalom speciale nel 2014; slalom speciale nel 2015; slalom speciale nel 2016)

### Campionati austriaci juniores
- 8 medaglie[4]:
  - 3 ori (slalom gigante, slalom speciale, combinata nel 2008)
  - 2 argenti (discesa libera, slalom gigante nel 2007)
  - 3 bronzi (discesa libera, combinata nel 2006; supergigante nel 2007)